# Народное демократическое движение
Народное демократическое движение — политическая партия в Папуа — Новой Гвинее. Основана Паясом Уингти в 1985 году после того, как он вышел из Партии Пангу. С 1985 по 1988 годы и с 1992 по 1994 годы Уингти занимал пост премьер-министра Папуа — Новой Гвинеи. Позже на посту лидера партии его сменил Мекере Мораута, который, возглавляя партию Народное демократическое движение, тоже побывал на посту премьер-министра (1999—2000 годы).
В 2002 году на всеобщих выборах в парламент партия получила 13 из 109 мест. Это сделало её второй по численности партией в Парламенте, но правительство смогла сформировать Партия национального альянса во главе с Майклом Сомейром, так как она получила большинство мест на выборах. Народное демократическое движение присоединилась к оппозиции в национальном Парламенте Папуа — Новой Гвинеи. Перед всеобщими выборами 2007 года вышел из партии и основал свою Партия Папуа-Новая Гвинеи, в то время как Паяс Уингти снова её возглавил. На выборах 2007 года Народное демократическое движение потерпело сокрушительное поражение, получив только 5 мест в Парламенте. Уингти был среди тех кто потерял своё кресло, а Партия Папуа-Новая Гвинеи во главе с Мораута стала самой многочисленной оппозиционной партией с 8 местами. Впоследствии Народное Демократическое движение отделилась от оппозиции и присоединилась к коалиционному правительству. На всеобщих выборах 2012 года, все шесть её членом перешли в другие партии перед тем как идти на выборы. Это позволило получить два кресла (Паяс Уингти и Томми Томшолл).